# Klątwa Kennedych

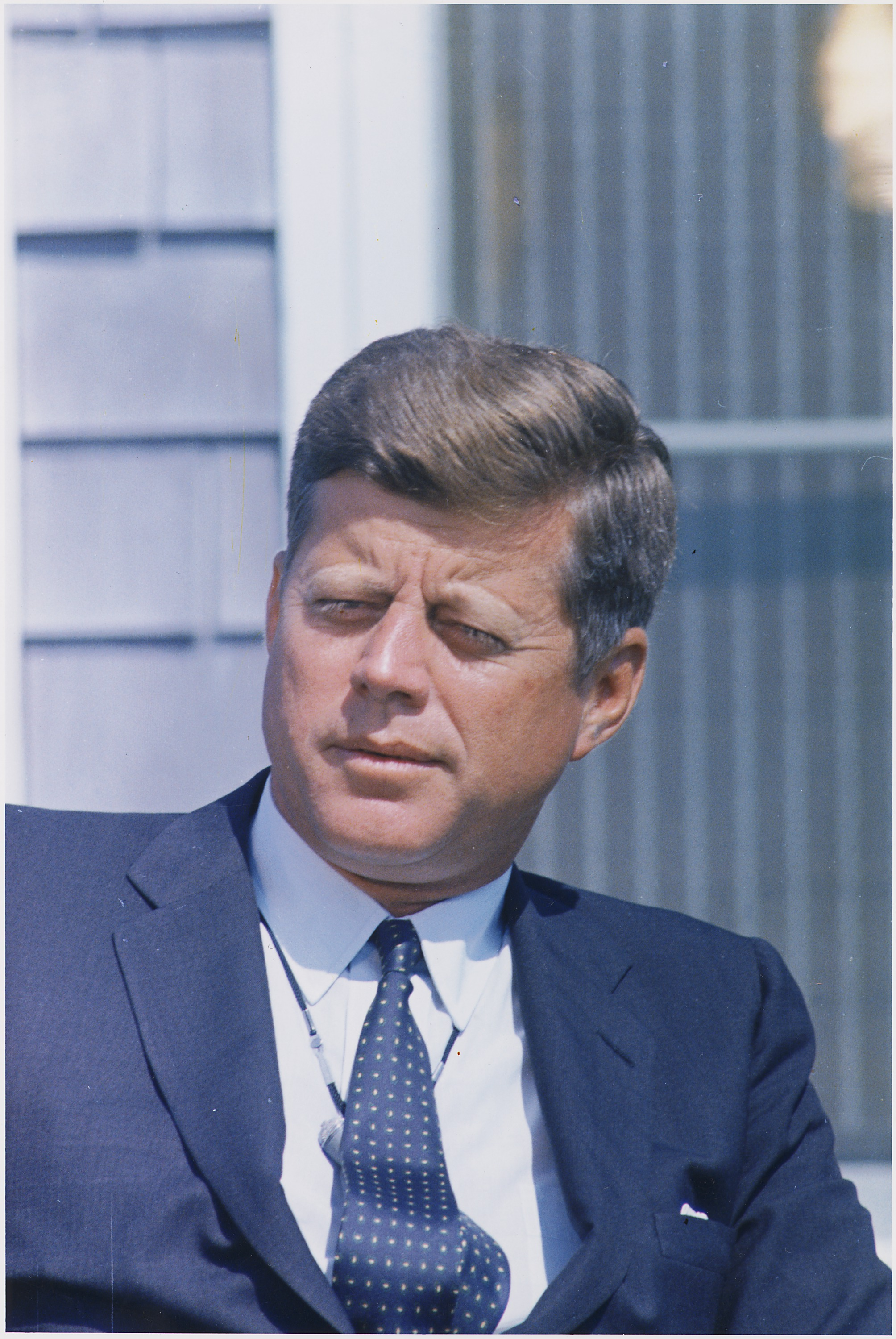
35. prezydent Stanów Zjednoczonych John F. Kennedy w 1963, zginął w zamachu w Dallas tego samego roku

Klątwa Kennedych (ang. Kennedy curse) – potoczna nazwa wykreowana przez media do opisywania serii tragicznych wydarzeń, które wystąpiły w kręgu rodziny Kennedych. Wielu jej członków zmarło z powodów nienaturalnych takich jak np. wypadki lotnicze, samochodowe czy morderstwa.

## Chronologia wydarzeń
- 1941: Rosemary Kennedy, córka Josepha Patricka Kennedy’ego Sr. i Rose Kennedy przeszła zabieg lobotomii, po którym doznała trwałego upośledzenia umysłowego; wynikiem zabiegu były dodatkowo problemy z chodzeniem i mówieniem; została umieszczona w zakładzie opiekuńczym[8][4][5][6][9][10]
- 12 sierpnia 1944: Joseph P. Kennedy Jr. (najstarszy syn Josepha Patricka Kennedy’ego Sr. i Rose Kennedy, brat prezydenta Stanów Zjednoczonych, Johna F. Kennedy’ego) zginął w wypadku lotniczym, w trakcie służby wojskowej
- 13 maja 1948: Kathleen Cavendish, siostra prezydenta Stanów Zjednoczonych, Johna F. Kennedy’ego, zginęła w katastrofie lotniczej we Francji[4][5][6][10]
- 9 sierpnia 1963: Patrick Bouvier Kennedy, dziecko prezydenta USA i Jacqueline Kennedy, umarł dwa dni po urodzeniu[4][6][9][11]
- 22 listopada 1963: zamordowany został 35. prezydent Stanów Zjednoczonych, John F. Kennedy; 105 lat wcześniej tego samego dnia (22 listopada 1858 r.) umarł jego pradziadek, Patrick Kennedy[12]
- 19 czerwca 1964: amerykański senator, Ted Kennedy, odniósł ciężkie obrażenia w wypadku lotniczym[13]
- 5 czerwca 1968: Robert F. Kennedy, brat Johna F. Kennedy’ego, został postrzelony tuż po zwycięstwie w stanowych turach wyborów prezydenckich; umarł dzień później[4][5][6][10]
- 18 lipca 1969: samochód Edwarda „Teda” Kennedy’ego zjechał z mostu na wyspie Martha’s Vineyard; w wypadku zginęła pasażerka, Mary Jo Kopechne[4][5][6][7][10][14]
- 13 sierpnia 1973: Joseph P. Kennedy II spowodował wypadek, w którym pasażerka samochodu, Pam Kelley, została całkowicie sparaliżowana[4][6][9]
- 17 grudnia 1973: 12-letni Edward Kennedy Jr. stracił prawą nogę z powodu nowotworu kości[15]
- 25 kwietnia 1984: 28-letni David A. Kennedy (syn Roberta F. Kennedy’ego) umarł z powodu przedawkowania kokainy i petydyny[16]
- 31 grudnia 1997: Michael Kennedy (syn Roberta F. Kennedy’ego) zginął w wypadku narciarskim w ośrodku narciarskim Aspen[1][4][5][6][9][10]
- 16 lipca 1999: John F. Kennedy Jr., syn prezydenta Johna F. Kennedy’ego, wraz z żoną Carolyn Bessette-Kennedy i szwagierką, Lauren Gail Bessette, zginęli w wyniku wypadku lotniczego[4][5][6][10]
- 16 listopada 2011: Kara Kennedy, córka Edwarda „Teda” Kennedy’ego zmarła na atak serca w Waszyngtonie[17][18]
- 16 maja 2012: Mary Kennedy (z d. Richardson), żona jednego z synów Roberta F. Kennedy’ego, Roberta F. Kennedy’ego juniora, została znaleziona martwa na terenie swojej posiadłości w Mount Kisco (stan Nowy Jork); przyczyną śmierci było samobójstwo przez powieszenie[10][19]
- 1 sierpnia 2019: Saoirse Roisin Kennedy Hill, wnuczka Roberta F. Kennedy’ego, zmarła na skutek przedawkowania narkotyków[20]
- 3 kwietnia 2020: Maeve McKean, wnuczka Roberta F. Kennedy’ego, i jej syn, Gideon Kennedy, utonęli wskutek przewrócenia się kajaku w Zatoce Chesapeake (stan Maryland)[21]